# Aurélie Trouvé
Pour les articles homonymes, voir Trouvé.
Aurélie Trouvé, née le 20 septembre 1979 à Chauny (Aisne), est une femme politique et une militante altermondialiste française. 
Ingénieure agronome de formation et docteure en sciences économique, elle est maîtresse de conférences à AgroParisTech.
Coprésidente de l'Association pour la taxation des transactions financières et pour l'action citoyenne (Attac) de 2006 à 2012, puis porte-parole de cette association de 2016 à 2021, elle est depuis décembre 2021 la présidente du « parlement de l’Union populaire » de La France insoumise (LFI) dans le cadre de la campagne de Jean-Luc Mélenchon à l'élection présidentielle de 2022.
Élue députée LFI de la neuvième circonscription de la Seine-Saint-Denis le 19 juin 2022, elle est réélue dans la même circonscription à la suite de la dissolution de 2024.

## Biographie
Née à Chauny, en Picardie en 1979, Aurélie Trouvé grandit à Poulx (Gard) dans une famille politisée à gauche, très liée aux milieux associatifs. Elle a couru au sein du CACG à Nîmes.
Venue à l'altermondialisme par un professeur d'économie, Jacques Berthelot, elle rejoint en 2002 Attac Campus. Elle obtient par ailleurs le diplôme d'ingénieur d'agronomie de l'Etablissement national d'enseignement supérieur agronomique de Dijon en 2003. 
Elle soutient en 2007 une thèse de doctorat en Sciences économiques à l'université de Bourgogne sur les politiques agricoles européennes. Elle devient maître de conférences à Agrosup Dijon de 2007 à 2013, elle multiplie les allers-retours entre la Bourgogne, Montreuil où elle s'est installée avec sa fille et son compagnon, et Paris pour ses activités de recherche. Elle est maître de conférences en économie à AgroParisTech depuis 2014 (UMR Prodig).
Elle s'implique au niveau local dans le groupe Attac 21, dont elle devient vice-présidente en 2005, et dans le groupe Attac Campus Dijon à partir de 2002. Elle devient également membre du Forum social local 21, et de la commission Europe d'Attac France. Fin 2006, elle déménage à Grenoble.
Elle est élue pour la première fois au conseil d'administration d'Attac France en juin 2006,. Après l'annulation du premier scrutin, elle est réélue en décembre 2006, en tête de tous les candidats. Le CA la désigne coprésidente, avec Jean-Marie Harribey. Puis elle est de nouveau réélue en décembre 2009 et désignée par le CA coprésidente avec Thomas Coutrot.
Le 6 juin 2011, elle annonce sa candidature (qui ne sera pas recevable, faute d'être présentée par un État) pour la direction générale du Fonds monétaire international à la suite de la démission de Dominique Strauss-Kahn.
Son ouvrage publié chez Fayard en 2015, Le business est dans le pré. Les dérives de l'agro-industrie, trouve un écho dans des publications très différentes, académiques comme la revue Projet, médiatiques comme Alternatives économiques et France Culture ou militantes comme le site de la Confédération paysanne.
En 2016, elle est désignée porte-parole d'Attac. En 2020, pendant la période de confinement, elle présente un plan économique de sortie de crise de la pandémie de Covid-19 préparé par Attac et un collectif d'associations anti-libérales. En 2021, elle quitte Attac pour animer une réflexion sur la recomposition d'une force politique de gauche radicale en France. 
En décembre de la même année, dans le cadre de la campagne de l'élection présidentielle de 2022, elle rejoint la campagne de La France insoumise, soutient la candidature de Jean-Luc Mélenchon et devient présidente du parlement de l’Union populaire. Dans le cadre des élections législatives de 2022, elle est candidate dans la neuvième circonscription de la Seine-Saint-Denis pour succéder à Sabine Rubin, députée sortante de la France insoumise qui ne se représente pas. Elle est élue le 19 juin 2022 avec 69,24 % des suffrages exprimés. Après la dissolution de l'Assemblée en juin 2024, elle est réélue député de la neuvième circonscription.
En octobre 2024, elle est élue à la présidence de la commission des Affaires économiques de l'assemblée nationale à la surprise générale. À la suite d'un désaccord de la coalition de droite sur le parti du candidat à élire, les députés du groupe LR s’abstiennent, et par ce fait, Aurélie Trouvé est élue avec 27 voix contre 25.

## Publications
- Le business est dans le pré, Paris, Fayard, coll. « Témoignages/Doc/Actu », 2015, 220 p.  (ISBN 978-2-213-67887-0)
- Le Bloc arc-en-ciel : pour une stratégie politique radicale et inclusive, Paris, La Découverte, coll. « Petits cahiers libres », 2021, 168 p.  (ISBN 9782348068713)